# Заза Гогава
Заза Гогава (груз. ზაზა გოგავა, 14. јул 1971) је грузијски генерал-мајор и бивши начелник Генералштаба Оружаних снага Грузије од новембра 2006. до новембра 2008. Предводио је грузијске снаге у рату против Русије 2008. године.

## Биографија
Гогава је од 1989. до 1990. године служио обавезни војни рок у моторизованим јединицама Совјетске армије. Био је један од првих грузијских регрута који су дезертирали из Совјетске армије. Дипломирао је на Државном техничком универзитету у Тбилисију 1994. године, а каријеру је започео у специјалној оперативној групи „Омега“ у оквиру безбедносних служби Грузије 1995. године. Од тада је служио у различитим антитерористичким јединицама и специјалним јединицама, а додатно се усавршавао у САД између 1995. и 2002. Гогава је 2003. постављен на чело Одељења за борбу против тероризма Центра за специјалне операције и елитног одељења за специјалне задатке полиције 2004. године. Именован је за команданта грузијских снага за специјалне операције Министарства одбране Грузије 2004. године и за заменика начелника Генералштаба Оружаних снага Грузије 2006. Након реконструкције у оквиру Министарства одбране у новембру 2006, Гогава је постао начелник Генералштаба Оружаних снага Грузије
Грузијски председник Михаил Сакашвили сменио је Гогаву у новембру 2008. године, рекавши да треба отклонити „недостатке“ током рата са Русијом. Гогава је постављен за начелника граничне полиције, заменивши Бадрија Битсадзеа, који је раније најавио оставку. Гогава је на овој функцији био до реконструкције у Министарству унутрашњих послова у јулу 2012. године.